# Floda distrikt, Dalarna
Floda distrikt är ett distrikt i Gagnefs kommun och Dalarnas län. Distriktet ligger omkring Dala-Floda och Björbo i södra Dalarna.

## Tidigare administrativ tillhörighet
Distriktet inrättades 2016 och utgörs av Floda socken i Gagnefs kommun.
Området motsvarar den omfattning Floda församling hade vid årsskiftet 1999/2000.

## Tätorter och småorter
I Floda distrikt finns två tätorter och tre småorter.

### Tätorter
- Björbo
- Dala-Floda (Floda)

### Småorter
- Forsen och Handbacken
- Hagen
- Mossel